# パリ条約 (1857年)

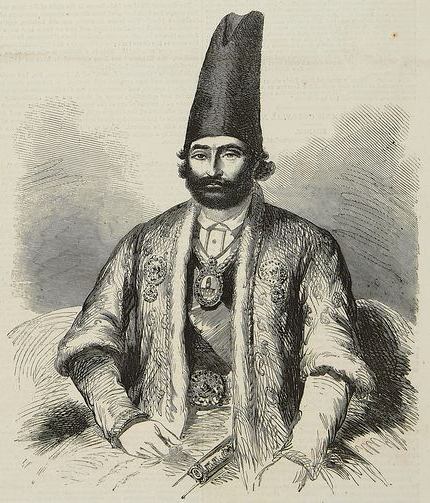
『イラストレイテド・ロンドン・ニュース』に掲載されたファローフ・カン（アミーノッドウレ）の肖像、1857年。

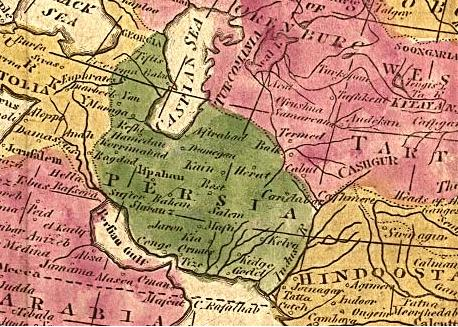
イギリスの地図に描かれた1808年当時のペルシア。1813年のゴレスターン条約によって北方の領土をロシア帝国に奪われる前、また、1857年のパリ条約によってヘラートをイギリスに奪われる前の状況を示している。

1857年のパリ条約（パリじょうやく、英語: Treaty of Paris、ペルシア語: معاهده پاریس）は、イギリス・ペルシア戦争の対立の終結を定めた条約。ガージャール朝ペルシア側交渉責任者は、大使ファローフ・カン（アミーノッドウレ）であった。双方は、1857年3月4日に平和条約に調印した。
この条約において、ペルシア側はヘラートからの撤退に同意し、代表団の帰国後に現地駐在のイギリス大使に対して謝罪することや、通商条約を締結することにも同意した。イギリス側は、シャーに反抗する者たちを大使館内に保護しないことに同意し、当初求めていた首相の交代要求は取り下げ、また、イギリスに味方したマスカットのイマームに租界を設けさせるという要求も取り下げた。
また、ペルシアは、将来アフガニスタンと紛争が生じた場合はイギリスに調停を求めることに同意したが、これはペルシアが、かつて併合していたアフガニスタンの独立を承認したものとされた。